# Hyundai Medium Truck
Der Hyundai Medium Truck (auch als 91A vermarktet) war ein mittelschwerer Lkw den Hyundai 1990 als Nachfolger des Hyundai Bison präsentierte. Der 91A war jedoch lediglich ein Badge-Engineering Modell des Mitsubishi Fuso Fighter. 1997 wurde der 91A zugunsten der eigen entwickelten Serie Hyundai Super Truck eingestellt.